# Lancia Appia Zagato
La Lancia Appia Zagato è la versione sportiva con carrozzeria coupé della Lancia Appia prodotta dal 1956 al 1963 dalla Lancia. Per la precisione, le prime Appia Zagato (sino al dicembre 1958, quando esce la GTE)  sono da considerare alla stregua di versioni "fuori serie" dell'Appia, non trattandosi ancora di un modello costruito o commercializzato dalla Lancia.

## Le numerazioni degli autotelai delle Appia Zagato
Anche se la situazione sottoriportata è da considerare frutto di stima, è verosimile che la numerazione degli autotelai Appia speciali realizzati da Zagato abbia seguito i seguenti criteri:
- - Seconda serie:
- telaio 812.01/numero 1005 = la capostipite di tutte le Appia carrozzate da Zagato, la famosa "Appia-Cammello" del 1956, reca il numero di telaio 812.01-1005.
- telaio 812.01/numerazioni successive = oltre ai primi 5 pianali con motore da 53 HP messi a disposizione dei carrozzieri nel 1956 (contraddistinti dai numeri progressivi 1003,1005,1006,1008 e 1014), la numerazione prosegue dal 1015 fino al 2756; complessivamente, dunque, abbiamo 1747 telai; 13 di essi vengono utilizzati per le vere e proprie fuoriserie, mentre gli altri 1734 vanno a contraddistinguere le prime berlinette Appia Zagato e le Appia coupé 2+2 Pininfarina e le convertibili Vignale derivate dalla seconda serie.

- - Terza serie:

La numerazione prosegue, ad iniziare dal 2757 per concludersi con il numero 5662 (per un totale dunque di 2906 pezzi) e, nel caso delle Appia Zagato, viene utilizzata per i seguenti autotelai:
- telaio 812.01 = questa sigla identificativa contraddistingue (oltre a tutte le Convertibili Vignale ed alle prime Coupé 2+2 Pininfarina/Viotti della terza serie) la maggior parte delle Berlinette Zagato GTE (successivamente siglate 812.03);
- telaio 812.03 = questa sigla contraddistingue le ultime Berlinette Zagato GTE; la prima di queste vetture reca il numero 5022 (giugno 1961), l'ultima il numero 5245 (aprile 1962) ma naturalmente - come già detto - non tutte le vetture comprese nell'arco della numerazione erano di questo modello

Altra numerazione "ex novo", iniziante quindi dal numero 1001 come nella tradizione Lancia, viene invece destinata alla Berlinetta Sport Zagato a passo corto; eccone il dettaglio:
- telaio 812.05 = dal n. 1001 al n. 1200, contraddistingue le Berlinette Sport Zagato a passo corto.

## Dati produttivi Appia fuori serie e "speciali" (Zagato incluse)
| Dati produzione Appia fuori serie e "speciali" (Coupé 2+2, Convertibili, Berlinette Zagato, Lusso, Giardinette) | Dati produzione Appia fuori serie e "speciali" (Coupé 2+2, Convertibili, Berlinette Zagato, Lusso, Giardinette) | Dati produzione Appia fuori serie e "speciali" (Coupé 2+2, Convertibili, Berlinette Zagato, Lusso, Giardinette) | Dati produzione Appia fuori serie e "speciali" (Coupé 2+2, Convertibili, Berlinette Zagato, Lusso, Giardinette) |  |
| --- | --- | --- | --- |  |
| Anni | Seconda serie                                                                                                   | Terza serie | Totale |  |
| | | | |  |
| 1956 | 29 | --- | 29 |  |
| 1957 | 834 | --- | 834 |  |
| 1958 | 681 | --- | 681 |  |
| 1959 | 211 | 710 | 921 |  |
| 1960 | --- | 1576 | 1576 |  |
| 1961 | --- | 692 | 692 |  |
| 1962 | --- | 411 | 411 |  |
| 1963 | --- | 17 | 173 |  |
| | | | |  |
| Totale per serie                                                                                                | 1755 [a] | 3406 [b] | 5161 [c] |  |

Note:

[a] : ripartizione stimata per modello : 21 "fuoriserie", 153 Berlinette Zagato (GT, GTS, GTE) e 1581 tra Coupé 2+2 Pininfarina e Convertibili Vignale;
[b] : ripartizione stimata per modello: 368 Berlinette Zagato GTE, 200 Berlinette Sport Zagato a passo corto, 300 "Giardinette" Viotti, 478 "Lusso" Vignale e 2060 tra Coupé 2+2 Pininfarina e Convertibili Vignale;
[c] : ripartizione stimata per modello: 21 fuoriserie, 521 Berlinette Zagato (GT, GTS, GTE), 200 Berlinette Sport Zagato a passo corto, 478 Berline "Lusso" di Vignale, 300 Giardinette Viotti, 3641 tra Coupé 2+2 Pininfarina/Viotti e Convertibili Vignale.
Da sottolineare tuttavia che i dati "certi" sono soltanto i quattro sottoindicati: 

1. il totale (5161);

2. il numero di Zagato del tipo Sport a passo corto (200).

3. il numero di Appia "Lusso" (478);

4. il numero di "Giardinette" (300);

Si possono poi individuare (ma si tratta di stime):

- n 21 "fuoriserie" (10 di Motto, 4 di Vignale, 4 di Allemano, 1 di Boano, 1 di Ghia e 1 di Pininfarina);

- n 521 Berlinette Zagato (GT, GTS, GTE);

- n 3641 unità rimanenti, costituite da Coupé 2+2 Pininfarina/Viotti e Convertibili Vignale;

## Dati vendite per "serie" e per anno
Escludendo dal computo i cosiddetti "veicoli commerciali" (Autolettighe, Camioncini e Furgoncini) per i quali non si hanno dati precisi concernenti le vendite in Italia, le "Appia" immatricolate nuove in Italia, dal 1953 al 1963, risultano 97.026.

Poiché le unità costruite sono invece 103.161 (98.000 berline e 5.161 "speciali" ovvero coupé, spider, berlinette Zagato, Giardinette e Lusso), se ne deduce che l'esportazione ha assorbito poco più di 6.000 unità (6135 pezzi) vale a dire un 6% scarso della produzione.

Una stima del dato per ciascuna serie conduce a questi numeri:

Prima serie: 20.025 costruite (esclusivamente berline), 19.700 vendute in Italia, 325 esportate (1,6%)

Seconda serie: 24.180 costruite (22.425 berline e 1.755 "speciali"), 22.100 vendute in Italia, 2.080 esportate (8,6%)

Terza serie: 58.956 costruite (55.550 berline e 3.406 "speciali"), 55.226 vendute in Italia, 3.730 esportate (6,3%)
| Dati vendite in Italia vetture Appia (comprese, oltre alle Berlina, le Coupé, le Berlinette Zagato, le Spider, le Giardinette e le Lusso ma esclusi i veicoli cosiddetti "commerciali", ovvero Autolettighe, Camioncini e Furgoncini) | Dati vendite in Italia vetture Appia (comprese, oltre alle Berlina, le Coupé, le Berlinette Zagato, le Spider, le Giardinette e le Lusso ma esclusi i veicoli cosiddetti "commerciali", ovvero Autolettighe, Camioncini e Furgoncini) | Dati vendite in Italia vetture Appia (comprese, oltre alle Berlina, le Coupé, le Berlinette Zagato, le Spider, le Giardinette e le Lusso ma esclusi i veicoli cosiddetti "commerciali", ovvero Autolettighe, Camioncini e Furgoncini) | Dati vendite in Italia vetture Appia (comprese, oltre alle Berlina, le Coupé, le Berlinette Zagato, le Spider, le Giardinette e le Lusso ma esclusi i veicoli cosiddetti "commerciali", ovvero Autolettighe, Camioncini e Furgoncini) | Dati vendite in Italia vetture Appia (comprese, oltre alle Berlina, le Coupé, le Berlinette Zagato, le Spider, le Giardinette e le Lusso ma esclusi i veicoli cosiddetti "commerciali", ovvero Autolettighe, Camioncini e Furgoncini) |
| --- | --- | --- | --- | --- |
| | | | | |
| Anni | Prima serie | Seconda serie | Terza serie | Totale |
| | | | | |
| 1953 | 4547 | --- | --- | 4547 |
| 1954 | 9297 | --- | --- | 9297 |
| 1955 | 5007 | --- | --- | 5007 |
| 1956 | 849 [a] | 4401 [a] | --- | 5250 [a] |
| 1957 | --- | 8275 | --- | 8275 |
| 1958 | --- | 7855 | --- | 7855 |
| 1959 | --- | 1569[b] | 7886[b] | 9455 [b] |
| 1960 | --- | --- | 16209 | 16209 |
| 1961 | --- | --- | 14656 | 14656 |
| 1962 | --- | --- | 11675 | 11675 |
| 1963 | --- | --- | 4800 | 4800 |
| Totale | 19700 [c] | 22100 [c] | 55226 [c] | 97026 [c] |

Note:

[a] Il totale annuo (5250 unità) è un dato certo, mentre la ripartizione tra "I serie" (849) e "II serie" (4401) è un dato stimato anche se certamente prossimo alla realtà;

[b] Il totale annuo (9455 unità) è un dato certo, mentre la ripartizione tra "II serie" (1569) e "III serie" (7886) è un dato stimato anche se certamente prossimo alla realtà;

[c] La ripartizione nelle tre serie è frutto di stima (ved. precedenti note [a] e [b]) anche se i dati dovrebbero essere assai prossimi alla realtà.

## Schema periodi commercializzazione Appia Zagato
| Schema periodi commercializzazione Appia Zagato | Schema periodi commercializzazione Appia Zagato | Schema periodi commercializzazione Appia Zagato | Schema periodi commercializzazione Appia Zagato | Schema periodi commercializzazione Appia Zagato | Schema periodi commercializzazione Appia Zagato |
| ----------------------------------------------- | ----------------------------------------------- | ----------------------------------------------- | ----------------------------------------------- | ----------------------------------------------- | ----------------------------------------------- |
| Anni                                            | GT (tipo normale)                               | GTS (tipo spinto)                               | GTE (G.T. Esportazione) II serie                | GTE (G.T. Esportazione) III serie               | Sport (passo corto)                             |
|                                                 |                                                 |                                                 |                                                 |                                                 |                                                 |
| 1957                                            | anno intero                                     | da marzo                                        | ---                                             | ---                                             | ---                                             |
| 1958                                            | anno intero                                     | anno intero                                     | ---                                             | ---                                             | ---                                             |
| 1959                                            | ---                                             | ---                                             | sino primavera/estate (stima)                   | da primavera/estate (stima)                     | ---                                             |
| 1960                                            | ---                                             | ---                                             | ---                                             | anno intero                                     | ---                                             |
| 1961                                            | ---                                             | ---                                             | ---                                             | anno intero                                     | da aprile                                       |
| 1962                                            | ---                                             | ---                                             | ---                                             | sino a settembre                                | anno intero                                     |
| 1963                                            | ---                                             | ---                                             | ---                                             | ---                                             | sino a marzo                                    |

## Le coupé Zagato

### L'Appia "cammello" del 1956

La capostipite di tutte le Appia "Zagato": la cosiddetta "Appia-cammello" (1956) ad un concorso d'eleganza a Cortina d'Ampezzo

La "coda" dell'Appia-cammello Zagato del 1956

L'Appia-cammello impegnata in una corsa in salita

Esposta al Salone di Torino dell'aprile'56 la capostipite di	 tutte le Appia Zagato - tinteggiata in bicolore (tetto e parte inferiore delle fiancate in azzurro, in blu scuro il resto) - desta subito una gran curiosità per via delle "gobbe" (sul tetto, sul cofano motore e sul coperchio del vano bagagli) che contraddistinguono la sua carrozzeria e che le valgono immediatamente il soprannome di "Appia-cammello": da essa trae origine una serie di berlinettesportive che rimarranno sulla scena - su quella agonistica in particolare - per quasi un decennio.
Il pianale utilizzato da Zagato per questo primo prototipo - che per la cronaca reca il numero 812.01.1005 -  è uno dei primi tra quelli messi a disposizione dalla Lancia con motore potenziato (53 CV) e cambio con comando a leva centrale.
Questo primo esemplare,  con alcune modifiche di carrozzeria e probabilmente elaborato meccanicamente, prende il via in alcune corse : da segnalare la partecipazione, con Giorgio Lurani alla guida, alla XXIV edizione della Mille Miglia (maggio 1957), dove si classifica al 3º posto di classe.
- - Periodo di produzione: primavera 1956 (esemplare unico)
  - Modelli:
    - tipo 812.01, coupé 2 porte, posti 2+2 di fortuna, carrozzato Zagato, con guida a sinistra

  - Numerazione telaio:
    - tipo 812.01: numero 1005

  - Motore: tipo 814.00
  - Numerazione motore:
    - tipo 814.00: numero non disponibile, ma comunque certamente compreso tra 1001 e 1015

  - Unità prodotte:
    - 1 (esemplare unico)

  - Caratteristiche principali:
 motore : anteriore a 4 cilindri a V di 1089,51 cm³, potenza 53 HP a 5200 giri (nella sua versione iniziale, con motore "di serie"), valvole in testa; carrozzeria : coupé 2 porte, 2 posti più 2 di fortuna, scocca-piattaforma portante, sospensione anteriore a ruote indipendenti, sospensione posteriore ad assale rigido;trasmissione con trazione alle ruote posteriori, cambio a 4 rapporti+retromarcia ;dimensioni e peso: passo cm 251 - lunghezza cm 415,0 (dato approssimativo)- larghezza cm 146,0 (dato approssimativo) - peso in ordine di marcia Kg 800 circa;velocità max: Km/h 145 circa (nella sua versione iniziale, con motore "di serie").

### Le prime Zagato (GT e GTS) 1957/58

Un bel fotocolor dell'Appia Zagato GTS (1957/58)

L'Appia-cammello costruita nel 1956 rimane un esemplare unico, ma l'anno successivo vede la luce la prima Appia Zagato pensata per essere messa seriamente in commercio.

L'Appia Zagato GT vista posteriormente: si tratta dell'esemplare con paraurti privi di rostri ma munito di fari antinebbia

L'Appia Zagato GT vista frontalmente: si tratta dell'esemplare con paraurti privi di rostri ma munito di fari antinebbia

L'Appia Zagato GT: si notino i paraurti privi di rostri ed i fari antinebbia

Il posto di guida di una delle prime Appia Zagato GT

Una delle prime Appia Zagato GT con i passaruota non più perfettamente rotondi: si notino anche i paraurti muniti di rostri e l'assenza di fari antinebbia)

A differenza della Coupé 2+2 di Pininfarina e della Convertibile di Vignale che dal maggio 1957 vengono incluse nel listino ufficiale Lancia, la coupé Zagato — che si palesa con un corpo vettura decisamente più conformista (dove le gobbe rimangono soltanto sul tetto) — è venduta direttamente dalla Carrozzeria Zagato come una normale "fuoriserie" ed è presente sul mercato già nei primi mesi di quello stesso 1957.
In questa fase i rapporti tra il carrozziere milanese e la casa madre torinese prevedono l'acquisto da parte del primo degli autotelai, sui quali ha libertà d'azione (i soli limiti imposti sono quelli relativi al peso ed all'ingombro). In qualche caso, pare che sia addirittura il cliente destinatario finale della vettura ad acquistare in prima persona l'autotelaio, che poi gira alla carrozzeria Zagato.

Vista della "coda" dell'Appia GTS (1957/58)

Vista di 3/4 anteriore dell'Appia Zagato GTS (1957/58)

Vista laterale dell'Appia Zagato GTS (1957-58)

Al debutto, l'Appia Zagato viene presentata in abiti per così dire "borghesi", con una normale fanaleria (arricchita però da una coppia di fari antinebbia), due sedili a poltroncina ribaltabili, due posti posteriori di fortuna: la macchina assume comunemente la denominazione di Appia Zagato GT.
Nel marzo del '57 — al Salone di Ginevra — appare la prima Zagato in veste corsaiola (detta anche "GTS") : il motore  è potenziato e la carrozzeria — il cui abitacolo prevede due soli posti — si distingue per i passaruota non più perfettamente rotondi ma "sagomati", per l'aggiunta di "pinne" sui parafanghi posteriori, per il montaggio di una fanaleria anteriore più "incassata", per i paraurti lievemente diversi e per un equipaggiamento più spartano. La modifica ai passaruota interessa peraltro anche la normale GT.

Una delle prime Appia Zagato GTS (1957-58)

- - Periodo di produzione: dal gennaio 1957 (da marzo 1957 la GTS) al dicembre 1958
  - tipo 812.01, in due versioni:
    - tipo GT (normale) coupé 2 porte, posti 2+2 di fortuna, carrozzato Zagato, con guida a sinistra;
    - tipo GTS (spinto o sport) coupé 2 porte, 2 posti, carrozzato Zagato, con guida a sinistra

  - Numerazione telaio:
    - tipo 812.01: tra il numero 1014 ed il numero 2756

  - Motore: tipo 814.00
  - Numerazione motore:
    - tipo 814.00: compresa nei numeri dal 1001 in avanti

  - Unità prodotte:
    - una cinquantina, di cui circa una ventina del tipo GT ed una trentina del tipo GTS (dati approssimativi e stimati)

  - Caratteristiche principali:
 motore : anteriore a 4 cilindri a V di 1089,51 cm³, potenza 53 HP a 5200 giri (GT) oppure 58 HP a 5400 giri (GTS), valvole in testa; carrozzeria : coupé 2 porte, 2 posti più 2 di fortuna (GT) oppure 2 posti (GTS), scocca-piattaforma portante, sospensione anteriore a ruote indipendenti, sospensione posteriore ad assale rigido;trasmissione con trazione alle ruote posteriori, cambio a 4 rapporti+retromarcia ;dimensioni e peso: passo cm 251 - lunghezza cm 415,0 circa (modello GT, dato approssimativo stimato) oppure cm 403,0 (modello GTS, privo di paraurti) - larghezza cm 146,0 — peso in ordine di marcia (dato approssimativo indicativo stimato) Kg 830 circa (modello GT) oppure Kg 780 circa (modello GTS);velocità max: Km/h 150 circa (modello GT) oppure Km/h 160 circa (modello GTS); Km/h 170 nel modello "GTS" con rapporto al ponte "lungo".

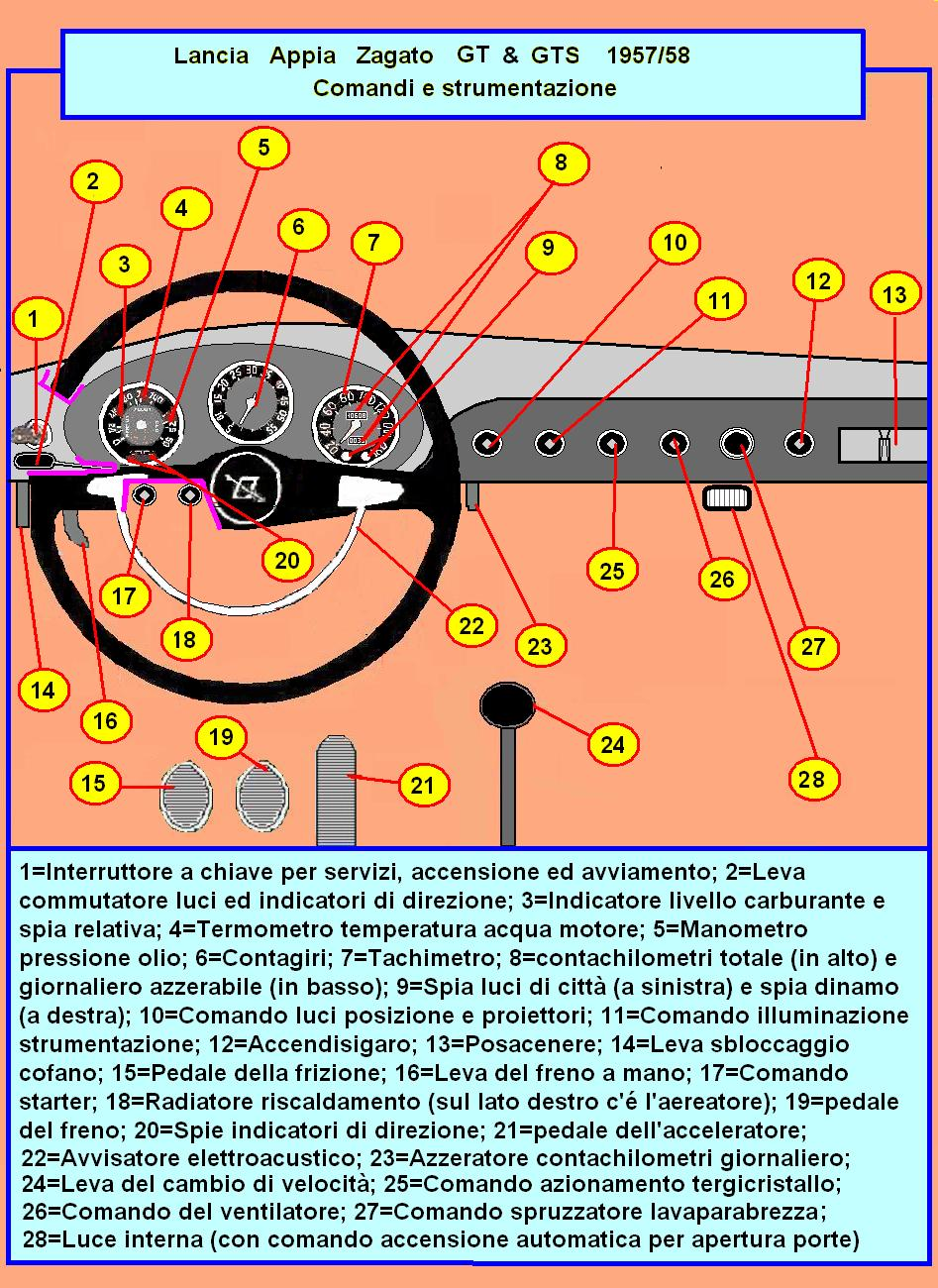
Comandi e strumentazione dell'Appia Zagato GT/GTS

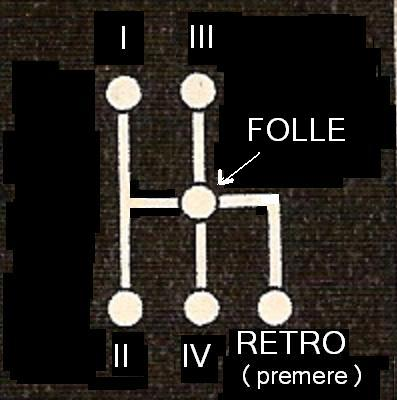
Posizioni comando marce nell'Appia Zagato

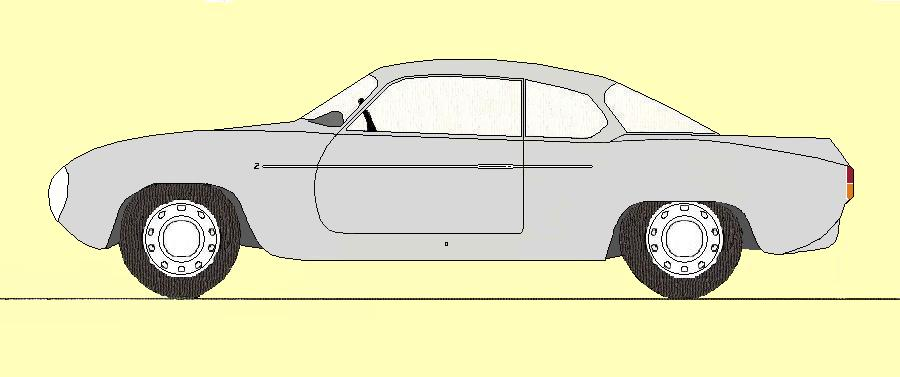
Figurino laterale dell'Appia Zagato GTS in versione "corsaiola", senza paraurti

Frontale di una GTS da competizione, priva di paraurti

Malgrado la concorrenza dell'Alfa, la cui Giulietta Sprint costa più o meno come l'Appia Zagato ma ha prestazioni velocistiche migliori, molti piloti-gentlemen clienti Zagato — abbandonate le più anziane Fiat 1100-103 TV carrozzate coupé da questo stesso carrozziere — prendono a guardare con interesse al coupé Appia: ciò accade soprattutto dopo le ottime prestazioni che la vettura fornisce alla Mille Miglia del '57 dove i 4 esemplari che si presentano alla partenza da Brescia giungono compatti al traguardo finale occupando il 1º, 2º, 3º e 5º posto nella classe di appartenenza (Gran Turismo da 1001 a 1100 cm³)  e sbaragliando le pur veloci Fiat 1100-103 Zagato. Fra tutti, il più veloce è il bravo Luciano Mantovani che — aiutato dalla particolare "preparazione" del motore realizzata appositamente da Facetti — copre i 1597 chilometri del percorso in 13 ore, 20 minuti e 22 secondi, alla media cioè di 119,720 chilometri all'ora. E non è tutto perché, in alcuni tratti tormentati , le prestazioni dell'Appia Zagato sono ancora più stupefacenti: sui 107 chilometri di Appennino che separano Bologna da Firenze, Mantovani marcia a più di 89 km di media oraria, grosso modo la stessa ottenuta dalla Ferrari 2000 Testa Rossa Sport di Gino Munaron e dalla Porsche 1500 sport di Strahle. Ma la vettura, nell'occasione, si difende bene anche nei tratti pianeggianti dove, tra Bologna e Brescia tiene una media di quasi	143 km all'ora.

Vista di coda di una GTS da competizione, priva di paraurti

A prescindere dalla già citata differenziazione tra il modello GT (due posti più due, motore da 53 HP) ed il più potente GTS (preparato per le corse o comunque per clienti desiderosi di prestazioni superiori, a due posti "secchi" e con preparazioni meccaniche non standardizzate che ne elevano la potenza sino alla soglia dei 60 CV ed oltre), le Appia Zagato costruite nel biennio '57/'58 sono spesso diverse le une dalle altre negli equipaggiamenti: la linea d'assieme rimane però sostanzialmente inalterata, anche se non mancano particolari disomogenei, quali — solo per fare un esempio — i parafanghi posteriori che in molti casi sono privi di "pinne".
Pare che le Appia Zagato costruite nei due anni (1957 e 1958) siano state una cinquantina appena, di cui poco più della metà nella versione "GTS".	
Nel numero di settembre 1971 della nota rivista Quattroruote, nella rubrica "Il mercato delle speciali", a pagina 242, apparve l'annuncio di una Appia GTS che montava il motore elaborato da Dagrada che equipaggiò le monoposto Junior di quel periodo. Accreditata di una velocità massima di 220 km/h, aveva una pompa della benzina elettrica Bendix e lo scarico laterale. Posta in vendita da un appassionato di Messina, se ne sono perse le tracce.
La vita di queste coupé Zagato, costruite artigianalmente in piccola serie, procede sino alla fine del 1958 quando al Salone di Torino fa la sua comparsa una nuova versione, la GTE

### La GTE (Gran Turismo Esportazione)

Il posto di guida di una delle prime GTE

Una GTE in Valgrisenche (Valle d'Aosta)

La vita della coupé Zagato, sempre costruita artigianalmente in piccola serie, procede senza scosse sino alla fine del 1958 quando al Salone di Torino fa la sua comparsa una nuova versione, dalla linea allungata, più armonica ed aerodinamica e caratterizzata dal tetto ormai privo di "gobbe", da un frontale con fari incassati protetti da una carenatura in plexiglas, molto simile a quello della contemporanea Flaminia Sport presentata sempre da Zagato.
Alla sua uscita, il modello GTE viene anche definito col termine di "bassotto", vuoi perché un cane di quella razza appariva nei primi dépliant della vettura, ma soprattutto per via della sua linea (bassa e lunga).

Una GTE vista di lato (1958)

Denominata GTE (Gran Turismo Esportazione) la nuova coupé va comunque ad inserirsi nel listino ufficiale Lancia, a partire dal gennaio 1959, accanto alle altre Appia derivate. Viene così a trasformarsi e rafforzarsi il rapporto tra Lancia e la Carrozzeria Zagato, la quale diventa diretta responsabile del prodotto finito.
Dopo l'uscita della terza serie berlina, anche le GTE subiscono alcuni mutamenti, tra cui un quasi impercettibile incremento della potenza (da 53 a 54 HP).
La GTE  - il cui ultimo esemplare (numero 812.03.5245) esce di produzione nell'aprile del 1962 ma figura nel listino sino al successivo mese di settembre cioè probabilmente fino all'esaurimento delle scorte - subisce, nei suoi quattro anni scarsi di vita, le modifiche meccaniche proprie di tutte le Appia sportive (con potenza che arriva a 60 CV nel maggio/giugno del '60) mentre per quanto riguarda la carrozzeria gli aggiornamenti sono di lieve entità (fari, ripetitori laterali, maniglie delle porte) anche se  è un po' difficile definire esattamente queste variazioni dal momento che gli allestimenti variano spesso da un esemplare all'altro.
Anche la GTE naturalmente viene spesso elaborata e potenziata, il che consente ai clienti di disporre di un'arma in grado di scendere in gara con successo.

#### La prima GTE, derivata dalla seconda serie

Una delle prime GTE del 1958/59, con i fari muniti delle caratteristiche "cupoline" (e ancora priva dei ripetitori laterali degli indicatori di direzione)

Una delle prime GTE ritratta alla fine del 1958

Una delle prime GTE (1958/59) vista lateralmente

Giugno 1958: un'Appia Zagato speciale, che anticipa quella che sarà la linea del modello GTE che uscirà di lì a qualche mese

L'Appia Zagato speciale di Elio Zagato (n. 143) in corsa a Monza nell'ottobre 1958, all'inseguimento della Fiat 1100-103 Zagato di Carlo Coppo

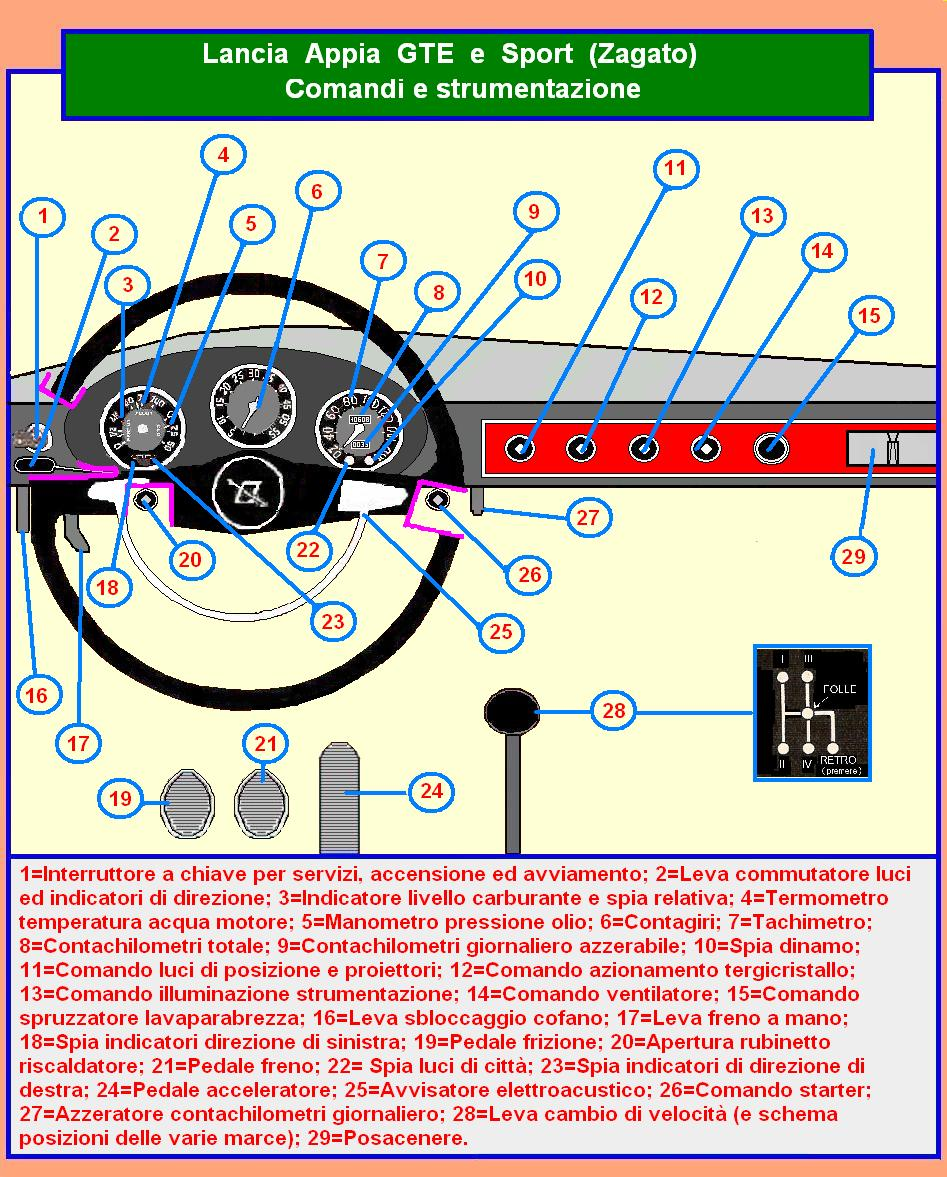
Comandi e strumentazione dell'Appia GTE

La vita della coupé Zagato, sempre costruita artigianalmente in piccola serie, procede senza scosse sino alla fine del 1958 quando al Salone di Torino fa la sua comparsa una nuova versione - meccanicamente invariata - dalla linea allungata, più armonica ed aerodinamica e caratterizzata dal tetto ormai privo di "gobbe", da un frontale con fari incassati protetti da una carenatura in plexiglas, molto simile a quello della contemporanea Flaminia Sport presentata sempre da Zagato.
In realtà almeno un esemplare con una linea assai simile era già stato costruito, dal momento che se ne ha un'immagine ripresa in pista (forse a Monza, agli inizi di giugno) e che è apparso sicuramente in gara sulla pista monzese il 4 novembre in occasione della disputa della Coppa Sant'Ambroeus.
Denominata GTE (Gran Turismo Esportazione) la nuova coupé va comunque ad inserirsi nel listino ufficiale Lancia, a partire dal gennaio 1959, accanto alle altre Appia derivate dalla seconda serie, tuttora in produzione. Viene così a trasformarsi e rafforzarsi il rapporto tra Lancia e la Carrozzeria Zagato, la quale diventa diretta responsabile del prodotto finito.
- - Periodo di produzione: dal dicembre 1958 all'estate 1959* (*dato indicativo)
  - tipo 812.01
    - tipo GTE (Gran Turismo Esportazione ) coupé 2 porte, posti 2+2 di fortuna, carrozzato Zagato, con guida a sinistra;

  - Numerazione telaio:
    - tipo 812.01: tra un numero certamente superiore a 2000 ed il numero 2756

  - Motore: tipo 814.00
  - Numerazione motore:
    - tipo 814.00: compresa nei numeri dal 1001 in avanti

  - Unità prodotte:
    - un centinaio (dato approssimativo, indicativo e stimato)

  - Caratteristiche principali:
 motore : anteriore a 4 cilindri a V di 1089,51 cm³, potenza 53 HP a 5200 giri, valvole in testa; carrozzeria : coupé 2 porte, 2 posti più 2 di fortuna, scocca-piattaforma portante, sospensione anteriore a ruote indipendenti, sospensione posteriore ad assale rigido;trasmissione con trazione alle ruote posteriori, cambio a 4 rapporti+retromarcia ;dimensioni e peso: passo cm 251 - lunghezza cm 419,0 - larghezza cm 142,0 - peso in ordine di marcia Kg 840 circa ;velocità max: Km/h 150 circa (con rapporto al ponte 10/41) oppure Km/h 160 circa (con rapporto al ponte 10/39).

La vita delle GTE derivate dalla seconda serie è piuttosto breve, in quanto in quello stesso 1959, sia pure con qualche mese di ritardo rispetto all'uscita della terza serie berlina, anche le GTE subiscono alcuni aggiornamenti tecnici.

#### La GTE derivata dalla terza serie
Nel corso del 1959, qualche mese dopo l'uscita della terza serie berlina, anche il modello GTE subisce alcuni mutamenti, tra cui un quasi impercettibile incremento della potenza (da 53 a 54 HP) e di altri piccoli aggiornamenti tecnici, quali le modifiche alla testata motore , alla distribuzione (con nuovi dati per messa in fase), all'impianto di raffreddamento ed a quello di alimentazione; anche l'impianto frenante viene migliorato grazie ai nuovi tamburi anteriori doppio-avvolgenti.

Una GTE Zagato del 1960 con i fanali "normali" (senza cupolina) e i ripetitori laterali dei lampeggiatori direzionali

- - Periodo di produzione: dalla primavera/estate 1959 (dato indicativo) all'aprile 1962
  - tipo 812.01
    - tipo GTE (Gran Turismo Esportazione ) coupé 2 porte, posti 2+2 di fortuna, carrozzato Zagato, con guida a sinistra;

  - Numerazione telaio:
    - tipo 812.01: tra un numero certamente superiore al 2756 ed un numero certamente inferiore al 5022
    - tipo 812.03: tra il numero 5022 ed il numero 5245

  - Motore: tipo 814.00
  - Numerazione motore:
    - tipo 814.00: compresa nei numeri dal 1001 in avanti

  - Unità prodotte:
    - 368 (dato stimato)

  - Caratteristiche principali:
 motore : anteriore a 4 cilindri a V di 1089,51 cm³, potenza 54 HP a 5200 giri (dal maggio 1960=60 HP a 5400 giri), valvole in testa; carrozzeria : coupé 2 porte, 2 posti più 2 di fortuna, scocca-piattaforma portante, sospensione anteriore a ruote indipendenti, sospensione posteriore ad assale rigido;trasmissione con trazione alle ruote posteriori, cambio a 4 rapporti+retromarcia ;dimensioni e peso: passo cm 251 - lunghezza cm 419,0 - larghezza cm 142,0 - peso in ordine di marcia Kg 840 circa ;velocità max: Km/h 150 circa (con rapporto al ponte 10/41) oppure Km/h 160 circa (con rapporto al ponte 10/39); dal maggio 1960 velocità massima "oltre 150 km orari" con rapporto 11/46 e "oltre 160 km orari" con rapporto 10/39.

La GTE  - il cui ultimo esemplare (numero 812.03.5245) esce di fabbrica nell'aprile del 1962 ma figura nel listino sino al successivo mese di settembre - cioè probabilmente fino all'esaurimento delle scorte - subisce, nei suoi quattro anni scarsi di vita, le modifiche meccaniche proprie di tutte le Appia sportive.

I fratelli Zagato - Gianni (a sinistra) ed Elio (a destra) - accanto ad una GTE (1960)

Nel corso del 60 viene adottato il doppio circuito frenante. Nella primavera del '60 (dal numero motore 3701) importanti aggiornamenti tecnici : una nuova testata, un nuovo collettore con condotti di alimentazione separati, un nuovo carburatore e variazioni alla distribuzione ne incrementano la potenza, che arriva così a 60 CV.

La "coda" della GTE (con paraurti privi di rostri)

Per quanto riguarda la carrozzeria gli aggiornamenti sono di lieve entità (fari, ripetitori laterali, maniglie delle porte) anche se  è praticamente impossibile definire esattamente queste variazioni dal momento che gli allestimenti sono spesso dissimili, per cui alcuni esemplari montano paraurti senza rostri, altri non hanno i vetri in plexiglas, altri montano il volante a tre razze con corona in legno (in luogo di quello nero dell'Appia berlina) e via di questo passo.

Una GTE ad un concorso di eleganza a Rimini nell'estate del 1960

Certo è che a partire dalla vettura con telaio 812.01 numero 3816 (prodotta probabilmente nel luglio 1960) le GTE presentano i fari posizionati a filo di mascherina (come sarà sulla Sport a passo corto), in posizione meno "incassata" (la parte superiore del parafango anteriore, conseguentemente, si prolunga di qualche centimetro) e non hanno più le caratteristiche cupoline in plexiglas ai fari anteriori: sembra anche che la scomparsa delle cupoline in plexiglas sia da mettere in relazione con le norme imposte dal nuovo Codice della Strada entrato in vigore nel 1960. Un'altra modifica che interessa le ultime GTE riguarda le maniglie esterne delle porte, che diventano di tipo tradizionale (ovvero con impugnatura fissa e pulsante per apertura).
Un'altra variazione - apportata quasi certamente nel corso del 1961 - è nella misura dei cerchi delle ruote, che passano dai precedenti 15" a 14". Da segnalare infine che dal giugno del 1961 le GTE vengono contraddistinte dalla sigla 812.03 e subiscono un irrobustimento d'assieme del pianale; la prima GTE siglata 812.03 reca il numero 5022.
Ultima necessaria precisazione: poiché molti acquirenti di Appia GTE Zagato intendevano utilizzare la vettura in competizione, è evidente che le caratteristiche indicate - che si riferiscono ad esemplari di serie - potevano variare anche sensibilmente, in particolare per potenza e coppia del motore, equipaggiamenti, pesi e prestazioni.

### La Sport a passo corto

L'Appia Sport a passo corto

Vista laterale dell'Appia Sport

Un'altra immagine dell'Appia Sport

L'Appia Sport vista frontalmente

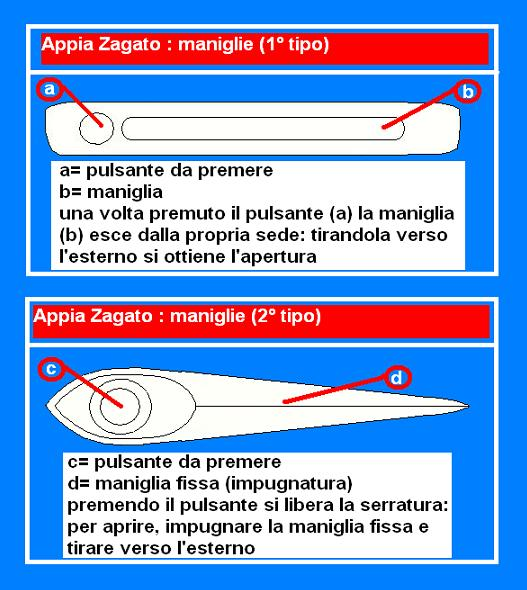
I tipi di maniglie alle portiere utilizzati nelle Appia zagato

L'ultima evoluzione dell'Appia Zagato reca la data del marzo 1961 quando al Salone dell'automobile di Ginevra vede la luce la "Sport" con passo accorciato e con conseguente modifica della linea, ora più rastremata: naturalmente anche il peso diminuisce leggermente (20 kg in meno).

Il posto di guida dell'Appia Sport

L'Appia Sport vista posteriormente

L'Appia Sport qui in una singolare versione con mascherina ovoidale

Vista di 3/4 posteriore dell'Appia Sport competizione, priva di paraurti

Un'Appia Sport competizione, priva di paraurti

La linea di questa nuova (ed ultima) versione sportiva dell'Appia è attribuita ad Ercole Spada, giovane designer assunto in Zagato nel marzo del 1960, destinato ad un luminoso avvenire (sue saranno, solo per fare due esempi, le Alfa Romeo Giulia della serie TZ e le Lancia Flaminia Supersport).
Tra le "novità" che appaiono su questa versione, da citare le maniglie esterne delle porte, che non sono più ad incasso (a bacchetta) ma del tipo con impugnatura fissa e pulsante per l'apertura.
L'Appia "Sport" sarà costruita sino a tutto gennaio 1963 (e venduta sino alla primavera)  ma calcherà la scena sportiva, facendosi onore, ancora due anni.
- - Periodo di produzione: dal marzo 1961 al gennaio 1963
  - tipo 812.05
    - tipo Sport coupé 2 porte, posti 2+2 di fortuna, carrozzato Zagato, con guida a sinistra, disponibile anche in versione "competizione";

  - Numerazione telaio:
    - tipo 812.05: da 1001 a 1200

  - Motore: tipo 814.00
  - Numerazione motore:
    - tipo 814.00: compresa nei numeri sicuramente superiori al 4500

  - Unità prodotte:
    - 200

  - Caratteristiche principali:
 motore : anteriore a 4 cilindri a V di 1089,51 cm³, potenza 60 HP a 5400 giri (versione normale) e 75-80 HP a 6500 giri (dato stimato, versione "competizione"), valvole in testa; carrozzeria : coupé 2 porte, 2 posti più 2 di fortuna, scocca-piattaforma portante, sospensione anteriore a ruote indipendenti, sospensione posteriore ad assale rigido;trasmissione con trazione alle ruote posteriori,  cambio a 4 rapporti + retromarcia ; dimensioni e peso:  passo cm 235 - lunghezza cm 399,0 (con paraurti) - larghezza cm 149,0 - peso in ordine di marcia Kg 820 circa (versione "normale") e Kg 770 circa (versione "competizione");velocità max: oltre Km/h 160 (versione "normale") e circa 190 km/h la versione "competizione" (con rapporto al ponte "lungo" e cerchi e gomme da 15").

A proposito di attività agonistica, rimane da segnalare che di questa "Appia Sport" viene realizzata - per iniziativa della stessa Lancia - anche una vera e propria versione "competizione", debitamente potenziata (grazie anche a modifiche all'alimentazione) ed alleggerita (quasi mezzo quintale in meno): questa vettura, quando dotata del rapporto al ponte più "lungo" disponibile (il 10/39) e munita di cerchi e gomme da 15" (contro i 14" delle Sport normali), arriva a toccare i 190 km orari. La mancanza di una documentazione adeguata, rende arduo il compito di definire il valore della potenza massima erogata dal motore di questa versione: la si può stimare attorno ai 75-80 HP, mentre il regime di rotazione massimo è a sua volta collocabile attorno ai 6500 giri al minuto.
Costruita certamente in pochi esemplari, l'Appia Sport competizione monta anche una strumentazione modificata adeguatamente, con contagiri avente fondo scala a 7000 giri (anziché 5500) e tachimetro sino a 200 km orari (anziché 160).

## Le concorrenti dell'Appia Zagato

### Le concorrenti, nel 1957/58

La Fiat 1100-103.E-TV coupé Pininfarina (1956)

La Fiat Zagato 1100-103 TV del 1954/55

La coupé Zagato su meccanica Fiat 1100-103.E TV, disponibile anche con motore elaborato Siata da 1247 cm³ (1957)

L'Appia Zagato GTS del 1957/58

La Giulietta Sprint Veloce I serie, con i vetri alle portiere scorrevoli

Come già accaduto con le versioni "berlina" dove la più agguerrita concorrente dell'Appia è la Fiat 1100-103, anche nel caso della coupé sportiva Zagato è piuttosto naturale immaginare una lotta a tu per tu con l'analogo coupé che la carrozzeria milanese Zagato realizza su meccanica Fiat 1100-103. la realtà è tuttavia diversa, in quanto la Fiat Zagato 1100, uscita un po' di anni prima, non infiamma gli animi dei clienti Zagato e, appena l'Appia comincia a mietere successi agonistici nella categoria Gran Turismo, mostra una particolare attrazione per questa unità più moderna e dalla linea accattivante, mentre la Fiat-Zagato perde fascino (malgrado l'uscita del modello Fiat-Siata-Zagato con cilindrata maggiorata a 1229 cm³).

Incompresa e costruita in poche unità anche la derivata Fiat 1100-103 TV realizzata da Pininfarina, che avrebbe meritato maggior fortuna e che avrebbe potuto seriamente impensierire l'Appia Zagato.
La concorrenza più pericolosa e consistente viene dunque dalle più veloci Alfa Romeo Giulietta Sprint e Sprint Veloce - presenti nel listino dell'Alfa Romeo dal 1955 (la Sprint) e dal 1956 (la alleggerita e potenziata Sprint Veloce) - che possono contare anche su una linea particolarmente indovinata.

Nel 1957/58 - quando l'Appia Zagato ancora non appare nel listino Lancia ed è disponibile come "fuori serie" nelle due versioni "GT" e "GTS" - la gamma delle rivali è pertanto questa:

Alfa Romeo Giulietta Sprint

Alfa Romeo Giulietta Sprint Veloce

Fiat 1100-103 TV Pininfarina

Fiat 1100-103 TV Zagato

Fiat-Siata 1250 Zagato

Lancia Appia GT

Lancia Appia GTS
| L'Appia coupé Zagato e le sue concorrenti sul mercato Italiano (1957/58) | L'Appia coupé Zagato e le sue concorrenti sul mercato Italiano (1957/58) | L'Appia coupé Zagato e le sue concorrenti sul mercato Italiano (1957/58) | L'Appia coupé Zagato e le sue concorrenti sul mercato Italiano (1957/58) | L'Appia coupé Zagato e le sue concorrenti sul mercato Italiano (1957/58) | L'Appia coupé Zagato e le sue concorrenti sul mercato Italiano (1957/58) | L'Appia coupé Zagato e le sue concorrenti sul mercato Italiano (1957/58) | L'Appia coupé Zagato e le sue concorrenti sul mercato Italiano (1957/58) | L'Appia coupé Zagato e le sue concorrenti sul mercato Italiano (1957/58) | L'Appia coupé Zagato e le sue concorrenti sul mercato Italiano (1957/58) | L'Appia coupé Zagato e le sue concorrenti sul mercato Italiano (1957/58) | L'Appia coupé Zagato e le sue concorrenti sul mercato Italiano (1957/58) | L'Appia coupé Zagato e le sue concorrenti sul mercato Italiano (1957/58) | L'Appia coupé Zagato e le sue concorrenti sul mercato Italiano (1957/58) | L'Appia coupé Zagato e le sue concorrenti sul mercato Italiano (1957/58) | L'Appia coupé Zagato e le sue concorrenti sul mercato Italiano (1957/58) | L'Appia coupé Zagato e le sue concorrenti sul mercato Italiano (1957/58) | L'Appia coupé Zagato e le sue concorrenti sul mercato Italiano (1957/58) | L'Appia coupé Zagato e le sue concorrenti sul mercato Italiano (1957/58) |  |
| ------------------------------------------------------------------------ | ------------------------------------------------------------------------ | ------------------------------------------------------------------------ | ------------------------------------------------------------------------ | ------------------------------------------------------------------------ | ------------------------------------------------------------------------ | ------------------------------------------------------------------------ | ------------------------------------------------------------------------ | ------------------------------------------------------------------------ | ------------------------------------------------------------------------ | ------------------------------------------------------------------------ | ------------------------------------------------------------------------ | ------------------------------------------------------------------------ | ------------------------------------------------------------------------ | ------------------------------------------------------------------------ | ------------------------------------------------------------------------ | ------------------------------------------------------------------------ | ------------------------------------------------------------------------ | ------------------------------------------------------------------------ |  |
|                                                                          |                                                                          |                                                                          |                                                                          |                                                                          |                                                                          |                                                                          |                                                                          |                                                                          |                                                                          |                                                                          |                                                                          |                                                                          |                                                                          |                                                                          |                                                                          |                                                                          |                                                                          |                                                                          |  |
| Marca e modello                                                          | Prezzo Lire Ital.                                                        | Posiz. motore                                                            | Tra- zione                                                               | N° cil e pos                                                             | Cilin- drata cmc                                                         | Pot.(HP) regime                                                          | Val- vole                                                                | Tipo carr.                                                               | N° posti                                                                 | N° porte                                                                 | Te- laio                                                                 | Sosp ant                                                                 | Sosp post                                                                | Cam bio                                                                  | Pas- so                                                                  | Lungh x Largh                                                            | Peso Kg.[***]                                                            | Vel. max (Km/h)                                                          |  |
|                                                                          |                                                                          |                                                                          |                                                                          |                                                                          |                                                                          |                                                                          |                                                                          |                                                                          |                                                                          |                                                                          |                                                                          |                                                                          |                                                                          |                                                                          |                                                                          |                                                                          |                                                                          |                                                                          |  |
| Alfa Romeo Giulietta Sprint                                              | 1.925.000                                                                | ante- riore                                                              | poste- riore                                                             | 4 in linea                                                               | 1290                                                                     | 65 HP 6000 giri                                                          | in testa                                                                 | coupé                                                                    | 2[e]                                                                     | 2                                                                        | por- tante                                                               | indi pend.                                                               | asse rigido                                                              | 4 +RM                                                                    | 238                                                                      | 398,0 x 153,5                                                            | 870                                                                      | 160                                                                      |  |
| Alfa Romeo Giulietta Sprint Veloce                                       | 2.250.000                                                                | ante- riore                                                              | poste- riore                                                             | 4 in linea                                                               | 1290                                                                     | 90 HP 6000 giri                                                          | in testa                                                                 | coupé                                                                    | 2[e]                                                                     | 2                                                                        | por- tante                                                               | indi pend.                                                               | asse rigido                                                              | 4 +RM                                                                    | 238                                                                      | 398,0 x 153,5                                                            | 800                                                                      | 180                                                                      |  |
| Fiat 1100-103.E-TV coupé Pininfarina                                     | 1.550.000                                                                | ante- riore                                                              | poste- riore                                                             | 4 in linea                                                               | 1090                                                                     | 53 HP 5200 giri                                                          | in testa                                                                 | coupé                                                                    | 2+2                                                                      | 2                                                                        | por- tante                                                               | indi pend.                                                               | asse rigido                                                              | 4 +RM                                                                    | 234                                                                      | 390,0 x 154,0                                                            | 830                                                                      | 140                                                                      |  |
| Fiat 1100-103.E-TV coupé Zagato                                          | 1.700.000                                                                | ante- riore                                                              | poste- riore                                                             | 4 in linea                                                               | 1090                                                                     | 53 HP 5200 giri [b]                                                      | in testa                                                                 | coupé                                                                    | 2[e]                                                                     | 2                                                                        | por- tante                                                               | indi pend.                                                               | asse rigido                                                              | 4 +RM                                                                    | 234                                                                      | 401,0 x 151,0                                                            | 760                                                                      | oltre 140 [b]                                                            |  |
| Fiat-Siata 1250 coupé Zagato                                             | 1.900.000                                                                | ante- riore                                                              | poste- riore                                                             | 4 in linea                                                               | 1247                                                                     | 66 HP 5500 giri                                                          | in testa                                                                 | coupé                                                                    | 2[e]                                                                     | 2                                                                        | por- tante                                                               | indi pend.                                                               | asse rigido                                                              | 4 +RM                                                                    | 234                                                                      | 401,0 x 151,0                                                            | 770                                                                      | oltre 150 [c]                                                            |  |
| Lancia Appia GT Zagato                                                   | 1.850.000 [a]                                                            | ante- riore                                                              | poste- riore                                                             | 4 a V 10°                                                                | 1090                                                                     | 53 HP 5200 giri [b]                                                      | in testa                                                                 | coupé                                                                    | 2+2                                                                      | 2                                                                        | por- tante                                                               | indi pend.                                                               | asse rigido                                                              | 4 +RM                                                                    | 251                                                                      | 415,0 [a] x 146,0                                                        | 830                                                                      | 150 [b]                                                                  |  |
| Lancia Appia GTS Zagato                                                  | 2.000.000 [a]                                                            | ante- riore                                                              | poste- riore                                                             | 4 a V 10°                                                                | 1090                                                                     | 58 HP 5400 giri [a][c]                                                   | in testa                                                                 | coupé                                                                    | 2                                                                        | 2                                                                        | por- tante                                                               | indi pend.                                                               | asse rigido                                                              | 4 +RM                                                                    | 251                                                                      | 403,0 [d] x 146,0                                                        | 780                                                                      | 160 [c]                                                                  |  |
|                                                                          |                                                                          |                                                                          |                                                                          |                                                                          |                                                                          |                                                                          |                                                                          |                                                                          |                                                                          |                                                                          |                                                                          |                                                                          |                                                                          |                                                                          |                                                                          |                                                                          |                                                                          |                                                                          |  |

Note:

[***] Peso in ordine di marcia, con vettura parzialmente rifornita

[a] Valore indicativo

[b] Versione con motore di serie

[c] Versione con motore non particolarmente "preparato"

[d] Vale per vettura priva di paraurti

[e] Vettura ufficialmente dichiarata a due posti, ma che può comunque ospitare posteriormente - pur sacrificati - uno/due passeggeri

### Le concorrenti, nel 1961

La Fiat-Abarth 1000 bialbero Zagato

La seconda serie Alfa Romeo Giulietta Sprint/Sprint Veloce

La "sportivissima" Alfa Romeo Giulietta SZ

L'Appia Sport Zagato a passo corto

Quattro anni dopo, nel 1961, la situazione è completamente variata.

Zagato fa comunque la parte del leone, essendo presente sul mercato con vetture Abarth-Fiat, Alfa Romeo e Lancia da lui stesso carrozzate. Resiste poi, comunque, la rinnovata Giulietta Sprint (nelle due tradizionali versioni, Sprint e Sprint Veloce), che rimane la più diffusa e quella venduta nel maggior numero di esemplari.
Curiosamente, all'appello manca la Fiat, la quale non ha un proprio modello da proporre in questa fascia di mercato: soltanto Pininfarina propone un valido coupé (derivato dalla Fiat 1500 cabriolet, della quale adotta la meccanica) che di fatto può essere considerata una "fuori serie".
L'Alfa Romeo si presenta, come già detto, con le Giulietta Sprint ma anche con la sportivissima coupé Zagato, che tuttavia è venduta ad un prezzo nettamente superiore, come del resto la Fiat Abarth Zagato 1000 bialbero ,che è sostanzialmente una vettura "da competizione" e che va a coprire una nicchia di mercato decisamente particolare. L'Appia, infine, è ora offerta in due versioni, la più "borghese" GTE e la più sportiva "Sport" (a passo corto): entrambe, però, hanno prestazioni inferiori rispetto alle rivali Abarth ed Alfa Romeo.
| L'Appia Zagato GTE e l'Appia Sport e le loro concorrenti sul mercato Italiano (1961) | L'Appia Zagato GTE e l'Appia Sport e le loro concorrenti sul mercato Italiano (1961) | L'Appia Zagato GTE e l'Appia Sport e le loro concorrenti sul mercato Italiano (1961) | L'Appia Zagato GTE e l'Appia Sport e le loro concorrenti sul mercato Italiano (1961) | L'Appia Zagato GTE e l'Appia Sport e le loro concorrenti sul mercato Italiano (1961) | L'Appia Zagato GTE e l'Appia Sport e le loro concorrenti sul mercato Italiano (1961) | L'Appia Zagato GTE e l'Appia Sport e le loro concorrenti sul mercato Italiano (1961) | L'Appia Zagato GTE e l'Appia Sport e le loro concorrenti sul mercato Italiano (1961) | L'Appia Zagato GTE e l'Appia Sport e le loro concorrenti sul mercato Italiano (1961) | L'Appia Zagato GTE e l'Appia Sport e le loro concorrenti sul mercato Italiano (1961) | L'Appia Zagato GTE e l'Appia Sport e le loro concorrenti sul mercato Italiano (1961) | L'Appia Zagato GTE e l'Appia Sport e le loro concorrenti sul mercato Italiano (1961) | L'Appia Zagato GTE e l'Appia Sport e le loro concorrenti sul mercato Italiano (1961) | L'Appia Zagato GTE e l'Appia Sport e le loro concorrenti sul mercato Italiano (1961) | L'Appia Zagato GTE e l'Appia Sport e le loro concorrenti sul mercato Italiano (1961) | L'Appia Zagato GTE e l'Appia Sport e le loro concorrenti sul mercato Italiano (1961) | L'Appia Zagato GTE e l'Appia Sport e le loro concorrenti sul mercato Italiano (1961) | L'Appia Zagato GTE e l'Appia Sport e le loro concorrenti sul mercato Italiano (1961) | L'Appia Zagato GTE e l'Appia Sport e le loro concorrenti sul mercato Italiano (1961) |  |
| ------------------------------------------------------------------------------------ | ------------------------------------------------------------------------------------ | ------------------------------------------------------------------------------------ | ------------------------------------------------------------------------------------ | ------------------------------------------------------------------------------------ | ------------------------------------------------------------------------------------ | ------------------------------------------------------------------------------------ | ------------------------------------------------------------------------------------ | ------------------------------------------------------------------------------------ | ------------------------------------------------------------------------------------ | ------------------------------------------------------------------------------------ | ------------------------------------------------------------------------------------ | ------------------------------------------------------------------------------------ | ------------------------------------------------------------------------------------ | ------------------------------------------------------------------------------------ | ------------------------------------------------------------------------------------ | ------------------------------------------------------------------------------------ | ------------------------------------------------------------------------------------ | ------------------------------------------------------------------------------------ |  |
|                                                                                      |                                                                                      |                                                                                      |                                                                                      |                                                                                      |                                                                                      |                                                                                      |                                                                                      |                                                                                      |                                                                                      |                                                                                      |                                                                                      |                                                                                      |                                                                                      |                                                                                      |                                                                                      |                                                                                      |                                                                                      |                                                                                      |  |
| Marca e modello                                                                      | Prezzo Lire Ital.                                                                    | Posiz. motore                                                                        | Tra- zione                                                                           | N° cil e pos                                                                         | Cilin- drata cmc                                                                     | Pot.(HP) regime                                                                      | Val- vole                                                                            | Tipo carr.                                                                           | N° posti                                                                             | N° porte                                                                             | Te- laio                                                                             | Sosp ant                                                                             | Sosp post                                                                            | Cam bio                                                                              | Pas- so                                                                              | Lungh x Largh                                                                        | Peso Kg.[***]                                                                        | Vel. max Km/h                                                                        |  |
|                                                                                      |                                                                                      |                                                                                      |                                                                                      |                                                                                      |                                                                                      |                                                                                      |                                                                                      |                                                                                      |                                                                                      |                                                                                      |                                                                                      |                                                                                      |                                                                                      |                                                                                      |                                                                                      |                                                                                      |                                                                                      |                                                                                      |  |
| Abarth-Fiat 1000 bialbero Zagato                                                     | 2.376.000                                                                            | poste- riore                                                                         | poste- riore                                                                         | 4 in linea                                                                           | 982                                                                                  | 90 HP 7100giri[a]                                                                    | in testa                                                                             | coupé                                                                                | 2                                                                                    | 2                                                                                    | por- tante                                                                           | indi pend.                                                                           | indi pend                                                                            | 4 +RM                                                                                | 200                                                                                  | 359,0 x 139,0                                                                        | 570                                                                                  | oltre 200[a]                                                                         |  |
| Alfa Romeo Giulietta Sprint                                                          | 1.735.000                                                                            | ante- riore                                                                          | poste- riore                                                                         | 4 in linea                                                                           | 1290                                                                                 | 80 HP 6300 giri                                                                      | in testa                                                                             | coupé                                                                                | 2+2                                                                                  | 2                                                                                    | por- tante                                                                           | indi pend.                                                                           | asse rigido                                                                          | 4 +RM                                                                                | 238                                                                                  | 398,0 x 153,5                                                                        | 900                                                                                  | 165                                                                                  |  |
| Alfa Romeo Giulietta Sprint Veloce                                                   | 2.050.000                                                                            | ante- riore                                                                          | poste- riore                                                                         | 4 in linea                                                                           | 1290 cmc                                                                             | 90 HP 6500 giri                                                                      | in testa                                                                             | coupé                                                                                | 2+2                                                                                  | 2                                                                                    | por- tante                                                                           | indi pend.                                                                           | asse rigido                                                                          | 4 +RM                                                                                | 238                                                                                  | 398,0 x 153,5                                                                        | 915                                                                                  | 180                                                                                  |  |
| Alfa Romeo Giulietta SZ                                                              | 2.750.000                                                                            | ante- riore                                                                          | poste- riore                                                                         | 4 in linea                                                                           | 1290 cmc                                                                             | 100 HP 6500 giri[a]                                                                  | in testa                                                                             | coupé                                                                                | 2                                                                                    | 2                                                                                    | por- tante                                                                           | indi pend.                                                                           | asse rigido                                                                          | 5 +RM                                                                                | 225                                                                                  | 380,0 x 154,0                                                                        | 800                                                                                  | 200[a]                                                                               |  |
| Fiat 1500 coupé Pininfarina                                                          | 1.950.000                                                                            | ante- riore                                                                          | poste- riore                                                                         | 4 in linea                                                                           | 1491                                                                                 | 80 HP 6000 giri                                                                      | in testa                                                                             | coupé                                                                                | 2 [b]                                                                                | 2                                                                                    | por- tante                                                                           | indi pend.                                                                           | asse rigido                                                                          | 4 +RM                                                                                | 234                                                                                  | 403,0 x 152,0                                                                        | 1000 circa                                                                           | 170                                                                                  |  |
| Lancia Appia GTE Zagato                                                              | 1.751.000                                                                            | ante- riore                                                                          | poste- riore                                                                         | 4 a V 10°                                                                            | 1090                                                                                 | 60 HP 5400 giri [a]                                                                  | in testa                                                                             | coupé                                                                                | 2 [b]                                                                                | 2                                                                                    | por- tante                                                                           | indi pend.                                                                           | asse rigido                                                                          | 4 +RM                                                                                | 251                                                                                  | 419,0 x 142,0                                                                        | 840                                                                                  | 160 [a]                                                                              |  |
| Lancia Appia Sport Zagato                                                            | 1.840.000                                                                            | ante- riore                                                                          | poste- riore                                                                         | 4 a V 10°                                                                            | 1090                                                                                 | 60 HP 5400 giri [a]                                                                  | in testa                                                                             | coupé                                                                                | 2                                                                                    | 2                                                                                    | por- tante                                                                           | indi pend.                                                                           | asse rigido                                                                          | 4 +RM                                                                                | 235                                                                                  | 399,0 x 149,0                                                                        | 820                                                                                  | 160 [a]                                                                              |  |
|                                                                                      |                                                                                      |                                                                                      |                                                                                      |                                                                                      |                                                                                      |                                                                                      |                                                                                      |                                                                                      |                                                                                      |                                                                                      |                                                                                      |                                                                                      |                                                                                      |                                                                                      |                                                                                      |                                                                                      |                                                                                      |                                                                                      |  |

Note:

[***] Peso in ordine di marcia

[a] Vale per versione con motore non preparato per le competizioni

[b] Vettura ufficialmente dichiarata a due posti, ma che può comunque ospitare posteriormente - pur sacrificati - uno/due passeggeri

## Le Appia Zagato scendono in gara
Nell'estate del '55 la Lancia, anche a	seguito della tragica morte del suo pilota di punta Alberto Ascari,	decide di porre fine a qualsiasi attività sportiva e dona a Ferrari le sue monoposto. Da quel momento	allori significativi sui campi di gara sono raccolti soltanto dalle Aurelia GT dei privati.

La "carriera" dell'Appia Zagato inizia nel maggio 1957: in data 4-5-57, la C.S.A.I. (Commissione Sportiva Automobilistica Italiana) "omologa" infatti nella categoria "Gran Turismo" le Appia con carrozzeria speciale, giusto in tempo per poter consentir loro di partecipare alla Mille Miglia in calendario nei giorni 11-12 maggio.

Come s'è detto, la prima grande affermazione di questo piccolo coupé risale proprio alla Mille Miglia '57: da allora, per più di otto anni, la vettura - almeno in Italia - non ha rivali nella sua classe della categoria Gran Turismo.	Lo dimostra la sfilza di campionati che i suoi piloti si aggiudicano : si comincia con il 1958 allorché il pilota-carrozziere (o carrozziere-pilota...) Elio Zagato si vede privare del titolo - senza dubbio meritato stando ai risultati ottenuti in gara con una Appia recante il suo	nome - per motivi per così dire	formali (incompatibilità con la	carica di membro dell'ANFIAA, la Associazione nazionale che rappresenta i costruttori). Le cose vanno meglio negli anni successivi, quando vengono vinti ben 9 titoli italiani : nel '59 Enrico Agostini e Giovanni Kerschbaumer (rispettivamente nel Campionato della Montagna e in quello di Velocità, classi 1100 cc), nel '60 Herbert Demetz di Ortisei, nel '61 Cesare Fiorio (il futuro direttore sportivo Ferrari), nel '62 e '63 Silvano Stefani, nel '64 Giovanni Marini. Gli ultimi due titoli sono appannaggio di Enzo Romanini che, nel '65, porta a casa la classe 1150 della categoria Gran Turismo e il Trofeo della Montagna.
			Ad onor del vero, bisogna però anche dire che l'Appia Zagato non ha mai	trovato avversarie in grado di 		impensierirla: solo le	1100 Fiat Zagato riescono nei primi anni a soffiar loro qualche successo, dopodiché l'Appia corre	contro se stessa, ottenendo però ugualmente prestazioni di rilievo.

## Prove su strada

L'Appia Zagato oggetto della prova su strada

La capostipite di tutte le Appia Zagato, la cosiddetta "Appia-cammello" del 1956

L'Appia Zagato GTS del 1957/58

A quanto consta, una sola rivista si è occupata a fondo dell'Appia Zagato, ed è l'italica "Auto Italiana Sport", la quale, ha trattato di questo modello due volte. Nel numero 8 del 1º luglio 1957, la rivista pubblica un dettagliato resoconto di una lunga prova su strada eseguita al volante dell'esemplare Appia Zagato protagonista dell'ultima edizione della più grande corsa italiana su strada, la Mille Miglia, mentre quattro anni dopo, nel numero 12 del 15 giugno 1961, è la volta della rastremata "Sport" a passo corto, nelle due versioni (normale di serie e da competizione).
1. Appia Zagato GTS (reduce dalla partecipazione alla Mille Miglia 1957). La vettura, reduce dalla Mille Miglia, ha certamente prestazioni leggermente superiori rispetto ai normali esemplari "di serie". Questi i risultati dei rilevamenti:
  1. velocità massima Km/ora 167,441 (chilometro lanciato percorso in 21"5/10);
  2. chilometro da fermo, con l'uso del cambio,  percorso in 36"8/10 (media Km/ora 97,826);
  3. chilometro percorso in IV marcia, partendo da 50 km orari: in 35"9/10 (media Km/ora 100,278);
  4. consumo medio generale durante la prova (di ben 5200 chilometri): litri 8,4 ogni 100 km (11,9 km con un litro).
2. Appia Sport (passo corto) "di serie" 1961. Oltre a riportare le impressioni di guida e qualche commento relativo all'abitabilità ed agli equipaggiamenti, si dice che la vettura abbia ottenuto una velocità massima di 163,500 chilometri all'ora.
3. Appia Sport (passo corto) "da competizione" 1961.

Questa versione — probabilmente equipaggiata con un carburatore Weber doppio corpo orizzontale DCO-E2 e con il motore opportunamente elaborato — ha ottenuto invece una velocità massima effettivamente cronometrata di 190,122 chilometri all'ora (motore ruotante a 6.400 giri/minuto e rapporto al ponte "lungo" ovvero 10/39), con un consumo minore rispetto a quello,già non elevato, della versione "di serie" .